# چین (فیلم)
چین (انگلیسی: China) فیلمی به کارگردانی جان فارو است که در سال ۱۹۴۳ منتشر شد. از بازیگران آن می‌توان به لرتا یانگ، الن لاد، ویلیام بندیکس و فیلیپ آن اشاره کرد.